# 庫列尼夫卡
48°15′8″N 29°12′17″E / 48.25222°N 29.20472°E
庫列尼夫卡（烏克蘭語：Куренівка）是位於烏克蘭西部文尼察州裏海辛區的村莊，始建於1750年，面積2.19平方公里，2001年人口439，人口密度每平方公里200.82人。